# 海尼切斯克大橋
海尼切斯克大橋（羅馬化：Henichesʹkyy zaliznyy mist）」，是烏克蘭赫爾松州海尼切斯克區的一座鐵路橋及公路橋的合稱。它是一個由華格納-比羅公司設計，建於1915年的獨特建築。其是歐洲工程遺產的標誌性地標，採用了羅斯-華格納系統的結構。

## 位置

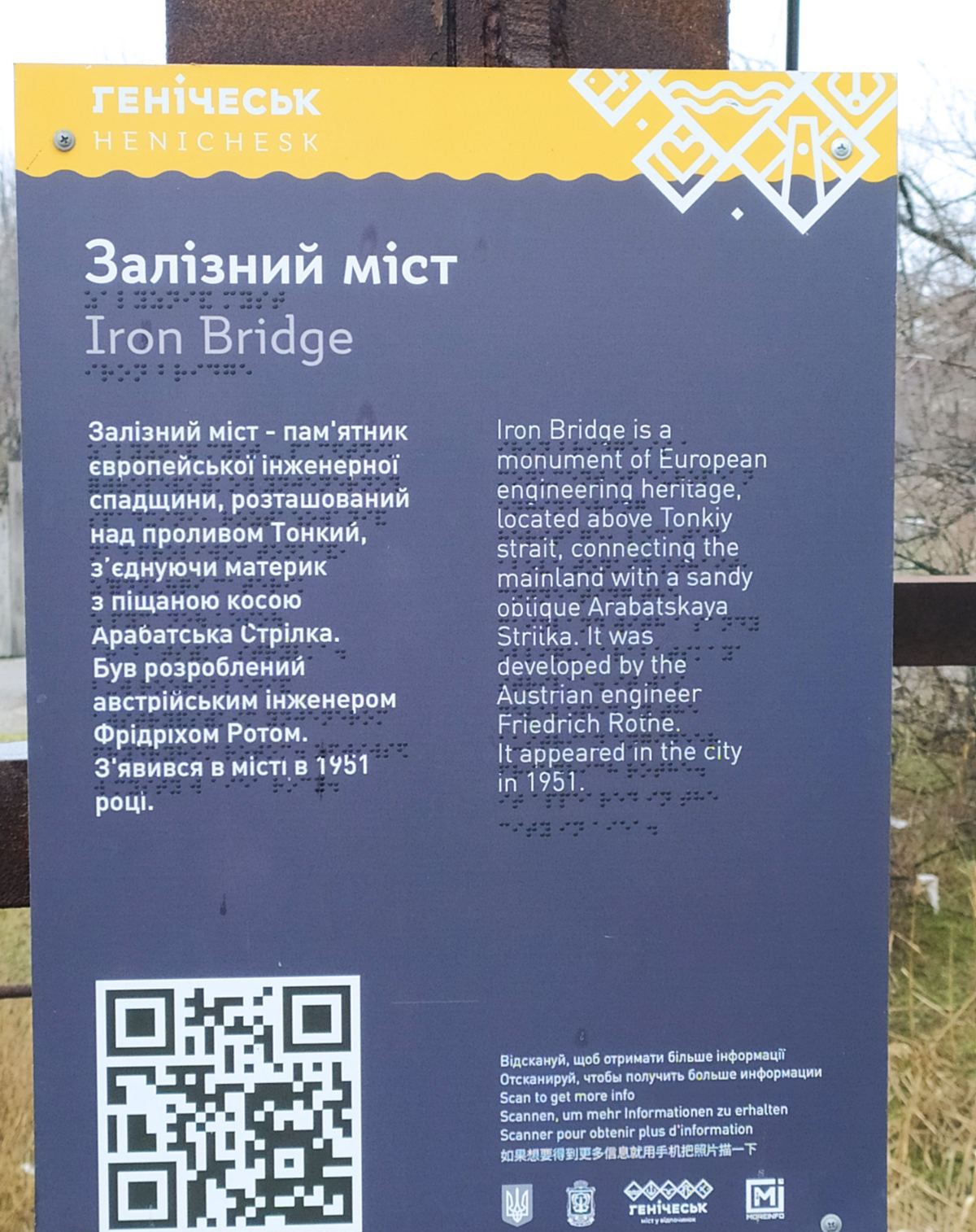
海尼切斯克大橋的介紹說明

這座橋樑位於烏克蘭赫爾松州海尼切斯克區，跨越海尼切斯卡海峽，將大陸與阿拉巴特沙嘴連接起來。其是海尼切斯克的一個重要地標，整個城區都能從阿拉巴特公路上看到的城市全景。

## 歷史
海尼切斯克大橋建於1915年，由華格納-比羅公司建造。1951年，該鐵路橋運從白俄羅斯以拆解的形式運抵海尼切斯克。在那裡，德國工程師於奧爾沙構建此橋。至於最初的安裝位置和時間，至今仍未明確。海尼切斯克鐵路橋安裝在原來的木橋遺址附近，該木橋在第二次世界大戰期間被摧毀。
在海尼切斯克當地傳說博物館的報告中，記載了1956年對該橋的檢查情況，其中提到：「這裡使用的是從臨時橫跨第聶伯河的橋樑（位於奧爾沙）上拆卸的、屬於羅特-瓦格納（RV-1）型可拆卸橋墩，樑段自當地採集。自1951年12月底起，列車在這座橋上正式開始運行。」
直到1968年，其被用作鐵路橋。鐵路軌道是新奧列克西夫卡至瓦洛克支線的一部分。
由於這一地區的暴風雨，鐵路軌道幾乎被摧毀。其後並未重新修復鐵路，而是開始在橋上通行汽車。在1980年代，距離這座橋大約半公里處，建造一座跨越海峽的混凝土公路橋，而鐵路橋目前仍在使用，但幾乎不再用於運輸目的，而是用於觀光和釣魚。
2022年2月24日，在俄羅斯入侵烏克蘭期間，為了阻止俄軍坦克軍隊的前進，第35獨立海軍步兵旅的工兵維塔利·斯卡昆試圖炸毀公路橋，他犧牲了自己的生命，連同橋上的車道一起炸毀。2022年2月26日，烏克蘭總統弗拉基米爾·澤連斯基簽署法令，追授水手斯卡昆為烏克蘭英雄。
2023年8月6日，烏克蘭用導彈轟炸瓊哈爾大橋和海尼切斯克大橋公路橋，兩者受到嚴重破壞。

## 建築

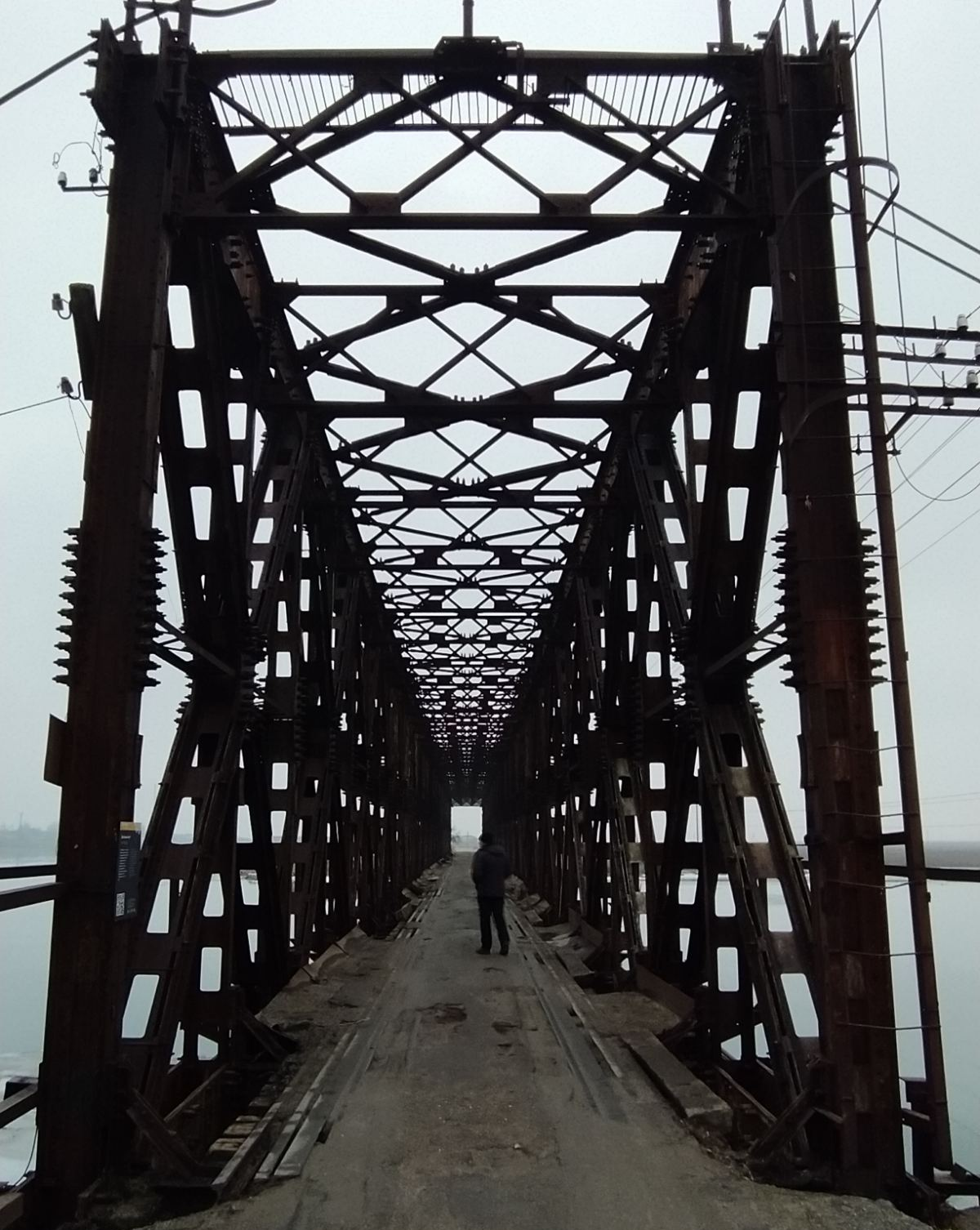
海尼切斯克大橋內部

海尼切斯克鐵路橋採用了「Waagner Roth」系統的結構類型。這個系統由奧地利公司「華格納—比羅公司」於第一次世界大戰時期設計並實施。在戰爭期間，年輕的奧地利工程師弗里德里希·羅斯（Friedrich Roth，1878年—1940年）設計了一個組件式的鐵路橋結構（類似「樂高」的型號），該結構只需要很少的安裝設備和時間，就可以迅速取代老舊的木橋。羅斯—華格納系統（Roth-Waagner system）應運而生，用於快速重建損壞的橋樑，包括鐵路橋。該系統可以在一天內建造長達26米的橋樑，但成本相對較高。橋樑的結構是由小型標準元件在懸掛的情況下組裝而成，懸臂長度可達50米。在此過程中，額外的支撐是不必要的。橋頂設有一個類似起重機的升降設備，它隨著建造物的延長而移動，因此橋樑可以自我調節。結構的元件，也就是建築的構成部分，是按照現代「樂高」積木的原則組裝的。這座鐵路橋的結構在不使用任何焊接縫的情況下建造完成。橋樑完全是通過螺栓和螺帽連接的。